# Сводные родственники
Сводные родственники — состояние родства, возникающее у людей в другом браке. У сводных братьев или сестёр нет общих родителей, и их связывают семейные отношения, но не биологическое родство. Поэтому братья и сестры по одному из родителей не являются сводными. Семья, в которой у одного или обоих супругов есть дети от предыдущего брака, называется сводной семьёй. Сводными родственниками также являются другие члены таких семей, например, мачеха и пасынок, муж и внучка новой жены.
Неверно называть сводными братьев или сестёр, у которых общий отец (правильно — «единокровные», либо неполнородные) или мать (правильно — «единоутробные»).

## Правовые нормы
В законодательстве многих стран мира, включая Россию, отчим или мачеха не обладают личными правами и обязанностями по отношению к пасынкам и падчерицам в том случае, если они не были им (ей) усыновлены или не стали его (её) приёмными детьми. Исключение — наследственное право, где отчим (мачеха) и пасынки (падчерицы) наследуют друг другу по закону в рамках последней, седьмой очереди (ч. 3 ст. 1145 ГК РФ). Все остальные права и обязанности, если они не были ограничены в судебном порядке, сохраняют биологические родители ребёнка.